# Godyris
Genre
Le genre Godyris regroupe des insectes lépidoptères diurnes de la famille des Nymphalidae et de la sous-famille des Danainae qui résident en Amérique du Sud.

## Liste des espèces et sous-espèces
Selon NCBI (12 avr. 2011) :
- Godyris duillia
- Godyris nero
- Godyris zavaleta
  - sous-espèce Godyris zavaleta matronalis
  - sous-espèce Godyris zavaleta n. ssp. 1 ME-2007
  - sous-espèce Godyris zavaleta n. ssp. 2 ME-2007

Selon funet:
- Godyris cleomella (Hewitson, 1874)
- Godyris crinippa (Hewitson, 1874)
- Godyris dircenna (C. & R. Felder, [1865])
- Godyris duillia (Hewitson, 1854)
- Godyris kedema (Hewitson, 1855)
- Godyris lauta (Haensch, 1910)
- Godyris mantura (Hewitson, 1876)
- 'Godyris nepos (Weymer, 1875)
- Godyris nero (Hewitson, 1855)
- Godyris nubilosa Brabant, 2004
- Godyris panthyale (C. & R. Felder, 1862)
- Godyris sappho (Haensch, 1910)
- Godyris zavaleta (Hewitson, 1855)